# Antraknóza platanu

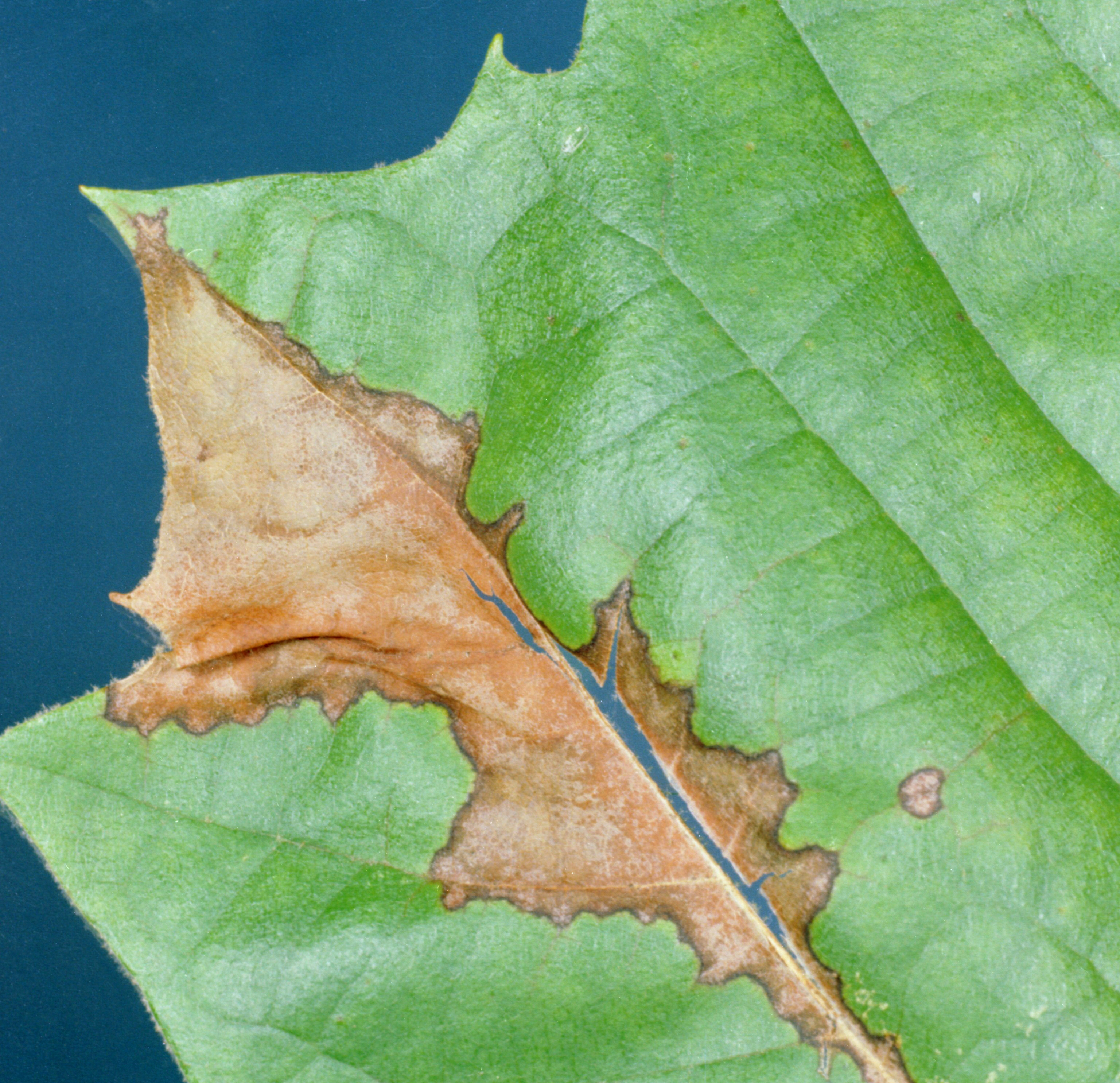
Apiognomonia veneta, napadený list.

Antraknóza platanu je houbová choroba rostlin způsobená houbou Apiognomonia veneta z čeledi Gnomoniaceae, Choroba napadá především platany.

## Synonyma patogena

### Vědecké názvy patogena
Podle biolib.cz je pro patogena používáno mnoho různých synonym, například Discula nervisequa nebo Hymenula platani.

## Zeměpisné rozšíření
Celosvětově v oblastech pěstování platanu.

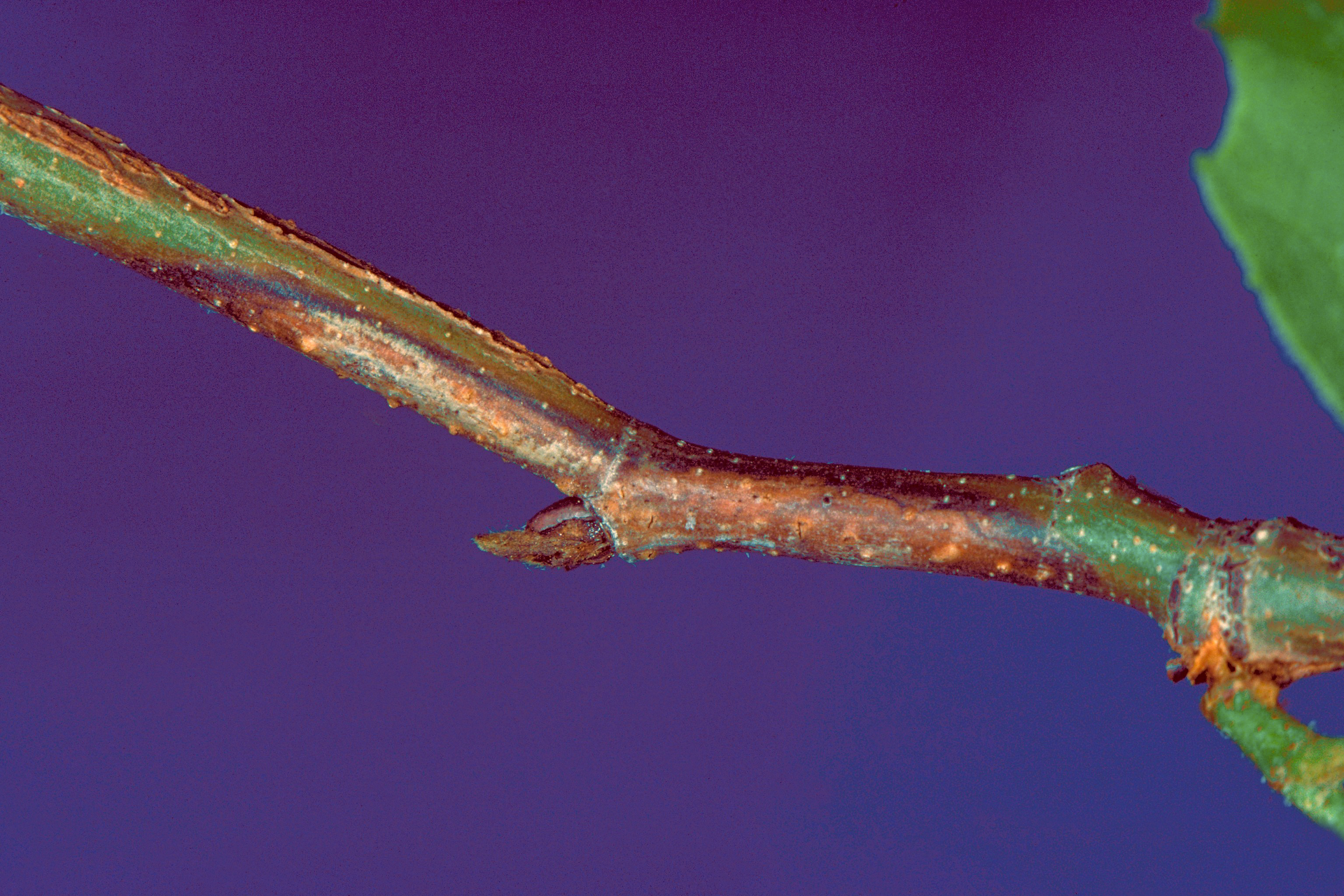
Apiognomonia veneta, napadený letorost.

## Hostitel
Rod platan.

## Příznaky

### Listy
Anthraknózou napadené listy mají hnědé nekrotické skvrny nepravidelného tvaru. Skvrny se vyskytují podél středního nervu list a větších žilek . Nekrotické skvrny později často splývají a spojují se přes prostor mezi žilkami. Léze se vyskytují rovněž na řapících a podél okraje listů. Opakované infekce během celého vegetačního období mohou způsobit vážné defoliace.

### Pupeny
Léze na pupenech.

### Výhony
Léze na větvičkách. Odumírání výhonů, rozpraskaná kůra. V období studeného jarního počasí na usychajících výhonech zvadlé visící listy . 

## Význam
Antraknóza platanu je jednou z nejdůležitějších chorob rodu platan (Platan) po celém světě. Způsobuje vážné defoliace. Napadení v po sobě následujících letech může oslabit stromy natolik, že jsou citlivé na jiné patogeny a mohou dokonce způsobit úhyn dřeviny. V období vlhkého a teplého počasí se patogen rychle šíří.

## Biologie
Konidie se tvoří na spadaném listí nebo na kůře napadených větviček. Po vyklíčení infikuje nové listy. Hyfy rostou podél žíly a prorůstají do řapíku a větviček. Listové infekci vyhovují optimální teploty 16-20C, deštivé počasí. Opakované infekce se mohou objevit během celého vegetačního období a za příznivých povětrnostních podmínek které jsou běžné na podzim.

## Šíření
Větrem, hmyzem.

## Ochrana rostlin
Obvykle není ochrana rostlin nezbytná. 

### Chemická ochrana
Stromy mohou být chráněny v počáteční fázi infekce použitím kontaktních fungicidů. Postřik se provádí když pupeny začít rašit a znovu po 10 až 14 dnech. Měly by být vysazovány odrůdy odolné proti chorobě, pokud je to možné. V lesních porostech prakticky není žádným opatřením možné ovlivnit rozvoj napadení.